# Jendouba Sport
El Jendouba Sport (en árabe : جندوبة الرياضية, a menudo denominado JS) es un club de fútbol de Túnez de la ciudad de Jendouba. Fue fundado en 1922. Fundado en 1922, bajo el nombre Association Sportive de Souk El-Arbâa (Asociación Deportiva de Souk El-Arbâa - (ASSA)), y juega en la CLP-1.
El club es la sección de fútbol del club deportivo del mismo nombre, y participó en la temporada 2008-2009 en la Ligue I. Desde la temporada 2014-2015, ha estado jugando en la Ligue II.
El club tiene en particular una sección de balonmano que compite en Nationale A y que ha aportado muchos jugadores a la selección nacional como Anis Mahmoudi.

## Historia
Cuando se creó en 1922 con el nombre de Union sportive de Souk El Arbâa (USSA), el club formaba parte del distrito de Medjerda, junto a la Union sportive béjaoise, de l'Union athlétique de Tebourba, Stade béjaois, el Medjerda Sport de Medjez el-Bab, el Union sportive khemissienne y el Blue Star de Ghardimaou. Luego estaba compuesto por jóvenes tunecinos y franceses, incluidos Belgacem Ben Salah, Ahmed Ben Mohamed, Abdelkader Mahrouz, Belgacem Zaghdoudi y Amor Ben Salah.
Un año después de su creación, la USSA ganó el campeonato de distrito y alcanzó la semifinal de la Copa de Túnez que tuvo dificultades para perder (1-2) contra el futuro ganador de la prueba, el Avant-garde de Tunis. El equipo se contentó entonces con competir por la supremacía regional con USB durante varios años. Entre los jugadores de este período, podemos mencionar Amor, Youssef y Saïd Aït Limam, Taïeb Ben Saïd, Maxime Brami, etc.
En 1945, el club adoptó el nombre de Association sportive de Souk El Arbâa (ASSA) pero se contentó con jugar a nivel regional hasta 1965, año en el que comenzó el mandato del presidente Ali Yaalaoui. Esto llama a entrenadores de renombre como Stéphane Dakowski, Lombardo, y luego Abdelmajid Azaïez. El club, que se convirtió en Jendouba Sports en 1966 , terminó ingresando a la segunda división norte en 1969, donde pasó once temporadas antes de volver a caer a la tercera división. No fue hasta la llegada del presidente Mounir Basli, en 1996, para ver evolucionar al club y aspirar a un lugar entre la élite.
Ascendido en 2005, Jendouba firmó la hazaña en su primer partido al vencer al gran club Espérance Sportive de Tunis en la primera jornada del campeonato (2 goles a 0). A pesar de sus partidos contra los grandes clubes tunecinos, Jendouba Sports no logró quedarse en la Ligue I.
Por ello, el club juega en la Ligue II durante la de 2006-2007. En abril de 2007, después de una victoria contra su perseguidor directo, el Olympique du Kef por un marcador de cuatro goles a cero, el club terminó primero en el campeonato frente al Stade Gabésien. Por tanto, se clasifican para la Ligue I con su nuevo entrenador, Adel Sellimi.

## Logros
- Campeonato de segunda división de Túnez: campeón: 1999, 2005, 2007
- Ascendido desde CLP-2: 1: 2006/07

## Personalidades

### Entrenadores
- Dan Anghelescu (2001-2003)
- Mohamed Jelassi (2007-2008)
- Ridha Saïdi (2013-2015)
- El bagra Riot (2023-)
- si RAJEL Dikou (2023-)
- fl1ck "adem rokh" el rajel le5er  (2023-)
- "si ELRAJEL" (2023-)

### jugadores
- Khaled Barka
- Farouk Chaibi
- Foued Chorfi
- Seiko Doumbia
- Houssem Eddine Sediri
- Daou Bakari
- Ramzy Fathali
- Boubacar Touré
- Didier Lebri
- Yann Apiya
- Lazy
- Shawermaislife
- posh
- janna
- Renestein
- Door
- Isu

- PikaWa